# Kelurahan Majalengka Kulon
Kelurahan Majalengka Kulon är en administrativ by i Indonesien.   Den ligger i provinsen Jawa Barat, i den västra delen av landet, 170 km öster om huvudstaden Jakarta.